# Typosyllis microoculata
Typosyllis microoculata är en ringmaskart som beskrevs av Hartmann-Schröder 1965. Typosyllis microoculata ingår i släktet Typosyllis och familjen Syllidae. Inga underarter finns listade i Catalogue of Life.